# Kjell Søbak
Kjell Søbak (* 21. Juni 1957 in Bodø) ist ein ehemaliger norwegischer Biathlet.
Bei den Olympischen Spielen 1984 in Sarajevo gewann er mit der norwegischen Staffel über 4 × 7,5 Kilometer im Biathlon, zu der außerdem Eirik Kvalfoss, Rolf Storsveen und Odd Lirhus gehörten, die Silbermedaille. In der Saison 1980/81 belegte er im Biathlon-Weltcup in der Gesamtwertung den dritten Platz und in der Saison 1981/82 den dritten Platz.